# Skulestadmoen
Skulestadmoen (eller Borstrondi) är en tätort i Voss kommun i Vestland fylke i västra Norge. Orten ligger vid Europaväg 16, cirka fyra kilometer norr om kommunens centralort Vossevangen.